# ネオ寄生獣
『ネオ寄生獣』（ネオきせいじゅう）は、岩明均の『寄生獣』を原作とする公式アンソロジー。本項では、姉妹編とも言える『ネオ寄生獣f』も取り上げる。

## 概要
原作の出版社でもある企画元の講談社によると、「人気作家による『寄生獣』豪華トリビュート企画」。各作品は全て原作となる『寄生獣』の設定を踏襲しているが、参加作家のひとりである植芝理一によると、「『寄生獣』の要素が入っていれば自由に描いてよい」と言われたため、重厚でシリアスな作品からギャグ作品まで各作家の個性が広く活かされた作品群となっている。
各作品の傾向はおおむね、「作家自身の作品と『寄生獣』のコラボ作品」「原作の登場人物や関連人物の、原作では描かれなかった物語」「原作には登場しなかったパラサイトたちの物語」の3種類に分かれる。

## ネオ寄生獣
『月刊アフタヌーン』（講談社）に2014年11月号から2016年5月号まで掲載された、計12作品。
- 『ネオ寄生獣』ISBN 978-4-06-388156-1
  1. 『アゴなしゲンとオレは寄生獣』平本アキラ（2014年11月号）
  2. 『寄生!! 江古田ちゃん』瀧波ユカリ（2014年12月号）
  3. 『PARAGANT（パラガント）』韮沢靖（2015年1月号）
  4. 『EDIBLE（エディブル）』遠藤浩輝（2015年2月号）
  5. 『ミギーの旅』植芝理一（2015年4月号）
  6. 『PERFECT SOLDIER（パーフェクト・ソルジャー）』皆川亮二（2015年5月号）
  7. 『変わりもの』熊倉隆敏（2015年6月号）
  8. 『教えて! 田宮良子先生』PEACH-PIT（2015年7月号）
  9. 『ルーシィとミギー』真島ヒロ（2015年10月号）
  10. 『今夜もEat it』太田モアレ（2016年4月号）
  11. 『ババ後悔す』竹谷隆之（2016年5月号）
  12. 『由良の門（と）を』萩尾望都（2016年5月号）

## ネオ寄生獣f
『ARIA』（講談社）に2014年11月号から2015年3月号まで掲載された、計15作品。
- 『ネオ寄生獣f』ISBN 978-4-06-377151-0
電子書籍版では2分冊となっており、1巻は『Parasite Side』（7作品）、2巻は『Human Side』（8作品）という巻数表示になっている。
  1. 『王子』厘のミキ（2014年11月号、H）
  2. 『禁じられた遊び』ミキマキ（2014年11月号、P）
  3. 『掌の味』駿河ヒカル（2014年12月号、P）
  4. 『あぶ★ナイ放課後』遠山えま（2014年12月号、H）
  5. 『物ッ怪屋』中村明日美子（2015年1月号、P）
  6. 『ないないの神様』由貴香織里（2015年1月号、P）
  7. 『パラサイト・ラブ』黒榮ゆい（2015年1月号、P）
  8. 『アタラシキヒトツノ』なるしまゆり（2015年1月号、H）
  9. 『その後いかがお過ごしですか？』金田一蓮十郎（2015年2月号、H）
  10. 『テレパシストとパラサイト』カシオ（2015年2月号、H）
  11. 『寄生食』久世番子（2015年2月号、H）
  12. 『大好きだから』小畑友紀（2015年3月号、H）
  13. 『ファースト・コンタクト』わたなべあじあ（2015年3月号、H）
  14. 『きみといつまでも』小嶋ララ子（2015年3月号、P）
  15. 『図書室の秘密』新城一（2015年3月号、P）

## 備考
『今夜もEat it』を執筆した太田モアレは、本企画後、『寄生獣』の関連作品として『寄生獣リバーシ』を連載している。